# Музыка киновселенной Marvel
Музыка Кинематографической вселенной Marvel (КВМ) — музыка к фильмам и сериалам, сочинённая различными композиторами для фильмов и телесериалов данной франшизы. В 2008 году Рамин Джавади написал саундтрек к фильму «Железный человек», первому фильму КВМ. Алан Сильвестри стал первым композитором, работавшим над несколькими фильмами Marvel, начав с фильмов «Первый мститель» (2011) и «Мстители» (2012). Позже Брайан Тайлер использовал трек Сильвестри «Captain America March» для своего саундтрека к фильму «Тор 2: Царство тьмы» (2013). Всего Алан Сильвестри написал музыку к четырём фильмам КВМ (двумя другими работами композитора стали «Мстители: Война бесконечности» и «Мстители: Финал»).
Оригинальная музыка также была написана для короткометражек Marvel One-Shots и других проектов КВМ, включая две заставки Marvel Studios, написанные Брайаном Тайлером и Майклом Джаккино. Кроме того, были созданы несколько оригинальных песен для франшизы: «Make Way For Tomorrow, Today» от Ричарда М. Шермана и «Star Spangled Man» от Алана Менкена и Дэвида Зиппеля были использованы в нескольких проектах КВМ. Саундтреки к каждому фильму и телесериалу киновселенной вышли в виде альбомов и нескольких сборников.
Музыка к фильмам КВМ получила смешанные отзывы критиков, которые отмечали недостаток запоминающихся, отличительных композиций в саундтреках по сравнению с другими крупными франшизами, а также отсутствие связности саундтреков. Несмотря на это, некоторые эксперты отметили работы более классических композиторов таких, как Алан Сильвестри, а также отметили усилия Брайана Тайлера в составлении единого музыкального тона Второй фазы КВМ и некоторую преемственность его саундтреков и работ Сильвестри. Саундтрек Людвига Йоранссона к фильму «Чёрная пантера» (2018) получил премии «Оскар» в категории «Лучшая музыка к фильму», и «Грэмми» в категории «Лучший саундтрек для визуальных медиа», а песня «King’s Dead» из песенного альбома к фильму получила премию «Грэмми» в категории «Лучшее рэп-исполнение».

## Полнометражные фильмы

### Железный человек (2008)

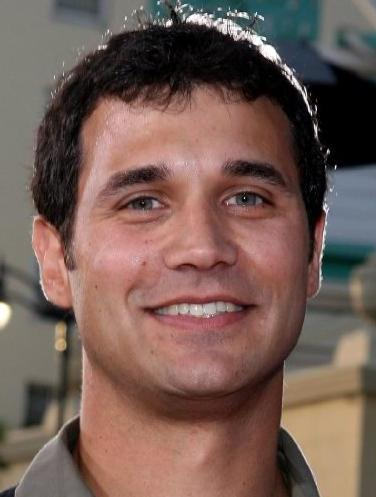
Рамин Джавади — композитор «Железного человека» и «Вечных».

Рамин Джавади в детстве был поклонником Железного человека, потому что ему всегда нравились супергерои, «у которых на самом деле нет никаких сверхспособностей». После того, как композитор предыдущего фильма Джона Фавро Джон Дебни из-за занятости не смог записать музыку к «Железному человеку», Рамин Джавади сам вышел на связь с режиссёром. Когда Джавади присоединился к проекту, съёмки уже были завершены. Композитор не стал дожидаться окончания пост-продакшна и начал перебирать идеи для саундтрека уже после выхода первого трейлера. Джавади был ограничен во времени и до последнего вносил изменения в музыку финальной части фильма. Поэтому с аранжировками композитору помогли Ханс Циммер и компания «Remote Control Productions». Официальный саундтрек к фильму был выпущен 29 апреля 2008 года.

### Невероятный Халк (2008)
Большинство композиций было составлено в течение нескольких месяцев в Лос-Анджелесе, штат Калифорния, которые были очень интенсивными для режиссёра и композитора. Саундтрек был закончен в течение четырёх дней в конце 2007 года в часовне университета Бастера, находящегося в Кенморе, в Вашингтоне. Пит Локкет играл на этнических музыкальных инструментах, чья музыка была записана в Лондоне в сочетание с оркестром и электроникой. В создании саундтрека принимали участие Мэтт Данкли, Тони Блондал, Стивен Коулман, Дэвид Баттерворт и Каз Бойл. Летерье предложил выпустить сборник на двух дисках, что Армстронг воспринял как шутку. Он понял всю серьёзность, когда Marvel спросила у него, почему он собирается выпустить саундтрек на двух дисках.

### Железный человек 2 (2010)
19 апреля 2010 года вышел саундтрек к фильму «Железный человек 2», записанный австралийской группой AC/DC. Он представляет собой сборник главных хитов AC/DC из 10 разных альбомов, выпущенных с 1975 по 2008 год. 26 января 2010 года в эфиры телеканалов вышел клип на песню «Shoot to Thrill» с эксклюзивными кадрами из «Железного человека 2». Съёмка живого концерта велась в конце 2009 года в Буэнос-Айресе.

### Тор (2011)
Музыку к фильму, автором которой является композитор Патрик Дойл, исполнил Лондонский симфонический оркестр. О подробностях звукового сопровождения фильма компания Buena Vista Records объявила в марте 2011 года. Саундтрек был выпущен в некоторых странах Европы в конце апреля и 3 мая вышел в Соединённых Штатах.

### Первый мститель (2011)
Альбом включает оригинальные композиции Алана Сильвестри, а также песню «Star Spangled Man» с музыкой Алана Менкена и словами Дэвида Зиппела. Саундтрек был записан в Air Studios в Лондоне и выпущен 19 июля 2011 года.

### Мстители (2012)
Согласно замыслу Уидона и Сильвестри, музыка на протяжении фильма претерпевает определённые изменения, превращаясь в крещендо к финальной битве. По словам Сильвестри, задача музыки — подчёркивать определённые ситуации или эмоции. При помощи неё в фильме выделялись как спокойные, так и боевые сцены.

### Железный человек 3 (2013)
Для использования глубоко тематического компонента с сильной мелодией музыка использовала в основном оркестровые звуки. Главную тему для Железного человека сыграли на рогах и трубах, которые cделали музыку как маршировкой, так и гимном. Музыка записывалась с лондонским филармоническим оркестром в студии Эбби-Роуд.

### Тор 2: Царство тьмы (2013)
В апреле 2013 года было объявлено, что Картер Бёруэлл напишет музыку к фильму. Однако в мае 2013 Deadline.com сообщил, что Бёруэлл покинул фильм из-за творческих разногласий. В июне 2013 в качестве замены Бёруэлла Marvel наняла Брайана Тайлера, композитора фильма «Железный человек 3» (2013).

### Первый мститель: Другая война (2014)
Потратив шесть месяцев на написание музыки, Джекман записал альбом на Air Studios во второй половине 2013 года. Несмотря на то, что в фильме присутствовали темы от Алана Сильвестри из фильма «Первый мститель», они не вошли в оригинальный саундтрек.

### Стражи Галактики (2014)
Все песни, кроме композиции «Spirit in the Sky», которая играла в трейлере, присутствуют в фильме «Never Been to Spain» группы Three Dog Night, «Magic» группы Pilot, и «Livin' Thing» оркестра Electric Light Orchestra также использовались во время съёмок; однако сцены, музыкальным сопровождением которых они являлись, были вырезаны из окончательной версии фильма. «Wichita Lineman» by Глена Кемпбелла и «Mama Told Me (Not to Come)» Three Dog Night были первоначально рассмотрены для фильма вместо «Moonage Daydream». «Fox on the Run» Sweet и «Surrender» by Cheap Trick были также рассмотрены для фильма.

### Мстители: Эра Альтрона (2015)
Музыку из альбома фильма исполнял Филармонический оркестр. В начале 2015 года она была записана в Abbey Road Studios. В апреле 2015 года Marvel выпустила трек-лист и объявил, что саундтрек будет выпущен на физических носителях 19 мая 2015 года, и в цифровом виде 28 апреля 2015 года. На следующий день был показан бонус-трек, составленный Эльфманом под названием «New Avengers-Avengers: Age of Ultron».

### Человек-муравей (2015)
В феврале 2014 года композитором картины стал Стивен Прайс, ранее работавший с режиссёром фильма Эдгаром Райтом. Однако уже через месяц оба покинули проект. В январе 2015 года на пост композитора был нанят Кристоф Бек, ранее работавший с новым режиссёром Пейтоном Ридом. Бек и Рид начали экспериментировать с электронной музыкой, чтобы создать «искажённую, цифровую, электронную, пугливую партитуру». Саундтрек был выпущен в цифровом формате 17 июля 2015 года и на физических носителях 7 августа.

### Первый мститель: Противостояние (2016)
В августе 2014 года режиссёры Энтони и Джо Руссо объявили, что Генри Джекман, который был композитором фильма «Первый мститель: Другая война» (2014), вернётся, чтобы написать музыку к фильму.

### Доктор Стрэндж (2016)
Саундтрек был записан на студии Эбби-Роуд. На сеансе звукозаписи Пол Маккартни одну из композиций Джаккино сравнил с песней «The Beatles» «I Am the Walrus». Скотт Дерриксон, будучи поклонником Боба Дилана, планировал включить в фильм одну из его композиций, но не смог подобрать подходящий момент в фильме. Тем не менее, ему удалось дополнить картину песней «Interstellar Overdrive» в исполнении «Pink Floyd». Режиссёр надеялся использовать либо «Interstellar Overdrive», либо «Are You Experienced?» в исполнении «The Jimi Hendrix Experience» в титрах картины, однако роялти оказались слишком дорогими, в результате чего Джаккино создал трек «The Master Of The Mystic End Credits». Альбом от «Hollywood Records» вышел 21 октября 2016 года и был доступен на цифровых носителях 18 ноября 2016 года.

### Стражи Галактики. Часть 2 (2017)
В июне 2015 года было объявлено, что все песни для альбома «Улётный Микс. Часть 2» были выбраны и встроены в сценарий. Джеймс Ганн назвал свой альбом «Улётный Микс. Часть 2» более разнообразным, чем первый, с несколькими действительно известными песнями и песнями, которые люди никогда не слышали. Альбом вышел 21 апреля 2017 года.

### Человек-паук: Возвращение домой (2017)
Запись для саундтрека началась 11 апреля 2017 года. Он включает в себя музыкальную тему из мультфильма «Человек-паук» (1967). Саундтрек был выпущен Sony Masterworks 7 июля 2017 года.

### Тор: Рагнарёк (2017)
Дополнительная музыка, представленная в фильме, включает в себя «Immigrant Song» от Led Zeppelin и «Pure Imagination» из кинокартины «Вилли Вонка и шоколадная фабрика» (1971). В фильме также используются темы Патрика Дойла и Брайана Тайлера, написавших музыку к фильмам «Тор 2: Царство тьмы» (2013) и «Мстители: Эра Альтрона» (2015), а также тема Джо Харнелла «The Lonely Man» из телесериала «Невероятный Халк» (1978). Hollywood Records выпустил саундтрек к фильму в цифровом формате 20 октября 2017 года, и на дисках — 10 ноября.

### Чёрная пантера (2018)
В апреле 2017 года Людвиг Йоранссон был нанят, чтобы написать саундтрек к фильму. 4 января 2018 года вышла заглавная песня из саундтрека фильма «All the Stars», исполненная рэпером Кендриком Ламаром и певицей SZA.
В феврале 2018 года альбом-саундтрек Black Panther дебютировал на первом месте американского хит-парада Billboard 200.

### Мстители: Война бесконечности (2018)
В июне 2016 года объявили, что Алан Сильвестри, автор музыки к фильму «Мстители» (2012), напишет композиции для дилогии. Запись музыки началась в январе 2018 года и закончилась в конце марта. Сильвестри считал, что работа над картиной была действительно отличным опытом от всего, что композитор делал раньше, особенно в отношении подхода и уравновешивания быстрых изменений тона в фильме.

### Человек-муравей и Оса (2018)
В июне 2017 года Рид подтвердил, что Кристоф Бек, написавший музыку для фильма «Человек-муравей» (2015), вернётся для того, чтобы написать музыку для фильма. Лейблы Hollywood Records и Marvel Music выпустили альбом в цифровом виде 6 июля 2018 года.

### Капитан Марвел (2019)
В июне 2018 года Пинар Топрак объявила, что сочинит музыку для фильма «Капитан Марвел». Она стала первой женщиной-композитором в КВМ. Саундтрек вышел 8 марта 2019 года.

### Мстители: Финал (2019)
В июне 2016 года Алан Сильвестри объявил, что станет композитором фильма «Мстители: Финал» (2019). Саундтрек вышел 26 апреля 2019 года.

### Человек-паук: Вдали от дома (2019)
В октябре 2018 года было подтверждено, что Майкл Джаккино вернётся в качестве композитора фильма «Человек-паук: Вдали от дома» (2019). Как и в случае с фильмом «Человек-паук: Возвращение домой» (2017), Джаккино дважды использует тему Мстителей. Он также повторяет тему Человека-паука. Саундтрек вышел 2 июля 2019 года.

### Чёрная вдова (2021)
В мае 2020 года Лорн Балф сменил Александра Деспла на посту композитора фильма «Чёрная вдова».

### Шан-Чи и легенда десяти колец (2021)
В июне 2021 года выяснилось, что Джоэл П. Уэст станет композитором фильма «Шан-Чи и легенда десяти колец». Уэст ранее работал с режиссёром фильма Дестином Дэниелом Креттоном.

### Вечные (2021)
Рамин Джавади сочинил музыку для фильма о Вечных, став композитором второго для себя фильма КВМ.

### Человек-паук: Нет пути домой (2021)
Музыка к фильму была написана американским композитором Майклом Джаккино. В музыку включено множество композиций из партитур предыдущих фильмов о Человеке-пауке, совмещённых вместе и внедрённых в саундтрек.

### Доктор Стрэндж: В мультивселенной безумия (2022)
Композитор фильма «Доктор Стрэндж» (2016) Майкл Джаккино должен был вернуться для работы над фильмом «Доктор Стрэндж: В мультивселенной безумия» к октябрю 2019 года, когда Скотт Дерриксон был ещё режиссёром проекта. После того как Сэм Рэйми занял его место, в качестве композитора был нанят Дэнни Эльфман.

### Тор: Любовь и гром (2022)
В декабре 2021 года Майкл Джаккино заявил, что напишет саундтрек к фильму «Тор: Любовь и гром», заменив композитора фильма «Тор: Рагнарёк» Марка Мазерсбо. При написании саундтрека Джаккино сотрудничал с Нами Мелумад.

### Чёрная пантера: Ваканда навеки (2022)
К сентябрю 2021 года было подтверждено, что композитор первого фильма Людвиг Йоранссон вернётся для работы над сиквелом.

### Человек-муравей и Оса: Квантомания (2023)
К июлю 2022 года было подтверждено, что Кристоф Бек напишет музыку для фильма «Человек-муравей и Оса: Квантомания». Ранее он написал музыку для предыдущих двух фильмов серии, а также для сериалов «Ванда/Вижн» и «Соколиный глаз».

### Стражи Галактики. Часть 3 (2023)
В октябре 2021 года было объявлено, что Джон Мерфи станет композитором, заменив Тайлера Бэйтса. Ранее он написал музыку к другому фильму Ганна, «Отряд самоубийц: Миссия навылет».

### Капитан Марвел 2 (2023)
К январю 2022 года Лора Карпман, композитор телесериалов «Что, если…?» и «Мисс Марвел» была назначена композитором для фильма «Капитан Марвел 2».

## Короткометражные фильмы
Композитором первых двух фильмов, «Консультант» и «Забавный случай по дороге к молоту Тора», стал диджей Пол Окенфолд.

## Телевизионные спецвыпуски

### Ночной оборотень (2022)
Майкл Джаккино, помимо того, что выступил режиссёром спецвыпуска «Ночной оборотень», написал музыку к нему.

### Стражи Галактики: Праздничный спецвыпуск (2022)
Телефильм «Стражи Галактики: Праздничный спецвыпуск» был анонсирован в декабре 2020 года. Джон Мерфи занял пост композитора в январе 2022 года, после назначения на эту должность для фильма «Стражи Галактики. Часть 3», так как оба проекта снимались одновременно.

## Саундтреки

### Фильмы
| Название                                              | Дата выхода     | Длительность | Композитор(-ы)                | Лейбл                            |
| ----------------------------------------------------- | --------------- | ------------ | ----------------------------- | -------------------------------- |
| Железный человек (саундтрек)                          | 29 апреля 2008  | 0:54:14      | Рамин Джавади                 | Lionsgate Records                |
| Невероятный Халк (саундтрек)                          | 13 июня 2008    | 1:50:55      | Крэйг Армстронг               | Marvel Music                     |
| Железный человек 2 (саундтрек)                        | 20 июля 2010    | 1:12:01      | Джон Дебни                    | Columbia Records                 |
| Тор (саундтрек)                                       | 3 мая 2011      | 1:11:53      | Патрик Дойл                   | Buena Vista Records Marvel Music |
| Первый мститель (саундтрек)                           | 19 июля 2011    | 1:11:53      | Алан Сильвестри               | Buena Vista Records Marvel Music |
| Мстители: Оригинальный саундтрек к фильму             | 1 мая 2012      | 1:04:25      | Алан Сильвестри               | Hollywood Records Marvel Music   |
| Железный человек 3 (саундтрек)                        | 30 апреля 2013  | 1:15:53      | Брайан Тайлер                 | Hollywood Records Marvel Music   |
| Тор 2: Царство тьмы (саундтрек)                       | 12 ноября 2013  | 1:17:11      | Брайан Тайлер                 | Hollywood Records Marvel Music   |
| Первый мститель: Другая война (саундтрек)             | 1 апреля 2014   | 1:14:32      | Генри Джекман                 | Hollywood Records Marvel Music   |
| Стражи Галактики (саундтрек)                          | 29 июля 2014    | 1:04:34      | Тайлер Бэйтс                  | Hollywood Records Marvel Music   |
| Мстители: Эра Альтрона (саундтрек)                    | 28 апреля 2015  | 1:17:26      | Брайан Тайлер и Дэнни Эльфман | Hollywood Records Marvel Music   |
| Человек-муравей (саундтрек)                           | 17 июля 2015    | 1:05:20      | Кристоф Бек                   | Hollywood Records Marvel Music   |
| Первый мститель: Противостояние (саундтрек)           | 6 мая 2016      | 1:09:09      | Генри Джекман                 | Hollywood Records Marvel Music   |
| Доктор Стрэндж (саундтрек)                            | 21 октября 2016 | 1:06:28      | Майкл Джаккино                | Hollywood Records Marvel Music   |
| Стражи Галактики. Часть 2 (саундтрек)                 | 21 апреля 2017  | 0:43:34      | Тайлер Бэйтс                  | Hollywood Records Marvel Music   |
| Человек-паук: Возвращение домой (саундтрек)           | 7 июля 2017     | 1:06:40      | Майкл Джаккино                | Sony Masterworks                 |
| Тор: Рагнарёк (саундтрек)                             | 20 октября 2017 | 1:12:52      | Марк Мазерсбо                 | Hollywood Records Marvel Music   |
| Чёрная пантера (саундтрек)                            | 16 февраля 2018 | 1:35:07      | Людвиг Йоранссон              | Hollywood Records Marvel Music   |
| Мстители: Война бесконечности (саундтрек)             | 27 апреля 2018  | 1:11:36      | Алан Сильвестри               | Hollywood Records Marvel Music   |
| Человек-муравей и Оса (саундтрек)                     | 6 июля 2018     | 0:56:13      | Кристоф Бек                   | Hollywood Records Marvel Music   |
| Капитан Марвел (саундтрек)                            | 8 марта 2019    | 1:07:28      | Пинар Топрак                  | Hollywood Records Marvel Music   |
| Мстители: Финал (саундтрек)                           | 26 апреля 2019  | 1:56:00      | Алан Сильвестри               | Hollywood Records Marvel Music   |
| Человек-паук: Вдали от дома (саундтрек)               | 2 июля 2019     | 1:19:43      | Майкл Джаккино                | Sony Classical Records           |
| Чёрная вдова (саундтрек)                              | 9 июля 2021     | 1:19:53      | Лорн Балф                     | Hollywood Records Marvel Music   |
| Шан-Чи и легенда десяти колец (саундтрек)             | 9 июля 2021     | 1:08:19      | Джоэл П. Уэст                 | Hollywood Records Marvel Music   |
| Вечные (саундтрек)                                    | 3 ноября 2021   | 1:08:17      | Рамин Джавади                 | Hollywood Records Marvel Music   |
| Человек-паук: Нет пути домой (саундтрек)              | 17 декабря 2021 | 1:13:54      | Майкл Джаккино                | Sony Classical                   |
| Доктор Стрэндж: В мультивселенной безумия (саундтрек) | 4 мая 2022      | 1:01:25      | Дэнни Эльфман                 | Hollywood Records Marvel Music   |
| Тор: Любовь и гром (саундтрек)                        | 6 июля 2022     | 0:59:03      | Майкл Джаккино и Нами Мелумад | Hollywood Records Marvel Music   |
| Чёрная пантера: Ваканда навеки (саундтрек)            | 11 ноября 2022  | 83:29        | Людвиг Йоранссон              | Hollywood Records Marvel Music   |
| Капитан Марвел 2 (саундтрек)                          | 8 ноября 2023   | 1:15:00      | Лора Карпман                  | Marvel Music                     |

### Телесериалы
| Название                                                                              | Дата релиза      | Продолжительность | Композитор(ы)                                      | Лейбл                          |
| ------------------------------------------------------------------------------------- | ---------------- | ----------------- | -------------------------------------------------- | ------------------------------ |
| Сорвиголова (Оригинальный саундтрек)                                                  | 27 апреля 2015   | 41:45             | Джон Песано                                        | Hollywood Records Marvel Music |
| Агенты «Щ.И.Т.» (Оригинальный саундтрек)                                              | 4 сентября 2015  | 1:17:52           | Беар Маккрири                                      | Hollywood Records Marvel Music |
| Агент Картер: Сезон 1 (Оригинальный саундтрек)                                        | 11 декабря 2015  | 1:05:31           | Кристофер Леннерц                                  | Hollywood Records Marvel Music |
| Джессика Джонс (Оригинальный саундтрек)                                               | 3 июня 2016      | 59:53             | Шон Коллери                                        | Hollywood Records Marvel Music |
| Сорвиголова: Сезон 2 (Оригинальный саундтрек)                                         | 15 июля 2016     | 50:49             | Джон Песано                                        | Hollywood Records Marvel Music |
| Люк Кейдж (Оригинальный саундтрек)                                                    | 7 октября 2016   | 1:35:09           | Адриан Янг и Али Шахид Мухаммад                    | Hollywood Records Marvel Music |
| Железный Кулак (Оригинальный саундтрек)                                               | 17 марта 2017    | 1:02:00           | Тревор Моррис                                      | Hollywood Records Marvel Music |
| Защитники (Оригинальный саундтрек)                                                    | 17 августа 2017  | 49:15             | Джон Песано                                        | Hollywood Records Marvel Music |
| Каратель (Оригинальный саундтрек)                                                     | 17 ноября 2017   | 42:52             | Тайлер Бэйтс                                       | Hollywood Records Marvel Music |
| Беглецы (Оригинальный саундтрек)                                                      | 26 января 2018   | 44:57             | Сиддхарта Кхосла                                   | Hollywood Records Marvel Music |
| Джессика Джонс: Сезон 2 (Оригинальный саундтрек)                                      | 16 марта 2018    | 51:75             | Шон Коллери                                        | Hollywood Records Marvel Music |
| Плащ и Кинжал (Оригинальный саундтрек)                                                | 8 июня 2018      | 41:25             | Марк Айшем                                         | Hollywood Records Marvel Music |
| Люк Кейдж: Сезон 2 (Оригинальный саундтрек)                                           | 22 июня 2018     | 1:30:21           | Адриан Янг и Али Шахид Мухаммад                    | Hollywood Records Marvel Music |
| Железный Кулак: Сезон 2 (Оригинальный саундтрек)                                      | 7 сентября 2018  | 39:12             | Роберт Лидекер                                     | Hollywood Records Marvel Music |
| Сорвиголова: Сезон 3 (Оригинальный саундтрек)                                         | 19 октября 2018  | 1:15:03           | Джон Песано                                        | Hollywood Records Marvel Music |
| Каратель: Сезон 2 (Оригинальный саундтрек)                                            | 18 января 2019   | 51:52             | Тайлер Бэйтс                                       | Hollywood Records Marvel Music |
| Плащ и Кинжал: Сезон 2 (Оригинальный саундтрек)                                       | 24 мая 2019      | 49:04             | Марк Айшем                                         | Hollywood Records Marvel Music |
| Джессика Джонс: Сезон 3 (Оригинальный саундтрек)                                      | 19 июля 2019     | 57:51             | Шон Коллери                                        | Hollywood Records Marvel Music |
| Ванда/Вижн: Эпизод 1 (Оригинальный саундтрек)                                         | 22 января 2021   | 9:14              | Кристоф Бек, Кристен Андерсон-Лопес и Роберт Лопес | Hollywood Records Marvel Music |
| Ванда/Вижн: Эпизод 2 (Оригинальный саундтрек)                                         | 22 января 2021   | 7:37              | Кристоф Бек, Кристен Андерсон-Лопес и Роберт Лопес | Hollywood Records Marvel Music |
| Ванда/Вижн: Эпизод 3 (Оригинальный саундтрек)                                         | 29 января 2021   | 12:31             | Кристоф Бек, Кристен Андерсон-Лопес и Роберт Лопес | Hollywood Records Marvel Music |
| Ванда/Вижн: Эпизод 4 (Оригинальный саундтрек)                                         | 5 февраля 2021   | 18:13             | Кристоф Бек                                        | Hollywood Records Marvel Music |
| Ванда/Вижн: Эпизод 5 (Оригинальный саундтрек)                                         | 12 февраля 2021  | 16:19             | Кристоф Бек, Кристен Андерсон-Лопес и Роберт Лопес | Hollywood Records Marvel Music |
| Ванда/Вижн: Эпизод 6 (Оригинальный саундтрек)                                         | 19 февраля 2021  | 19:28             | Кристоф Бек, Кристен Андерсон-Лопес и Роберт Лопес | Hollywood Records Marvel Music |
| Ванда/Вижн: Эпизод 7 (Оригинальный саундтрек)                                         | 23 февраля 2021  | 18:43             | Кристоф Бек, Кристен Андерсон-Лопес и Роберт Лопес | Hollywood Records Marvel Music |
| Ванда/Вижн: Эпизод 8 (Оригинальный саундтрек)                                         | 5 марта 2021     | 32:15             | Кристоф Бек                                        | Hollywood Records Marvel Music |
| Ванда/Вижн: Эпизод 9 (Оригинальный саундтрек)                                         | 12 марта 2021    | 36:06             | Кристоф Бек                                        | Hollywood Records Marvel Music |
| Сокол и Зимний солдат: Часть 1 (Эпизоды 1-3) (Оригинальный саундтрек)                 | 9 апреля 2021    | 58:54             | Генри Джекман                                      | Hollywood Records Marvel Music |
| Сокол и Зимний солдат: Часть 2 (Эпизоды 4-6) (Оригинальный саундтрек)                 | 30 апреля 2021   | 1:00:33           | Генри Джекман                                      | Hollywood Records Marvel Music |
| Локи: Часть 1 (Эпизоды 1-3) (Оригинальный саундтрек)                                  | 2 июля 2021      | 49:33             | Натали Холт                                        | Hollywood Records Marvel Music |
| Локи: Часть 2 (Эпизоды 4-6) (Оригинальный саундтрек)                                  | 23 июля 2021     | 1:06:17           | Натали Холт                                        | Hollywood Records Marvel Music |
| Что, если… Капитан Картер была бы Первым мстителем? (Оригинальный саундтрек)          | 13 августа 2021  | 23:48             | Лора Карпман                                       | Hollywood Records Marvel Music |
| Что, если… Т’Чалла стал бы Звёздным Лордом? (Оригинальный саундтрек)                  | 23 августа 2021  | 22:35             | Лора Карпман                                       | Hollywood Records Marvel Music |
| Что, если… мир утратил бы своих величайших героев? (Оригинальный саундтрек)           | 27 августа 2021  | 25:02             | Лора Карпман                                       | Hollywood Records Marvel Music |
| Что, если… Доктор Стрэндж потерял бы своё сердце вместо рук? (Оригинальный саундтрек) | 3 сентября 2021  | 30:09             | Лора Карпман                                       | Hollywood Records Marvel Music |
| Что, если… зомби?! (Оригинальный саундтрек)                                           | 10 сентября 2021 | 24:47             | Лора Карпман                                       | Hollywood Records Marvel Music |
| Что, если… Киллмонгер спас бы Тони Старка? (Оригинальный саундтрек)                   | 17 сентября 2021 | 20:49             | Лора Карпман                                       | Hollywood Records Marvel Music |
| Что, если… Тор был бы единственным ребёнком? (Оригинальный саундтрек)                 | 24 сентября 2021 | 21:40             | Лора Карпман                                       | Hollywood Records Marvel Music |
| Что, если… Альтрон победил бы? (Оригинальный саундтрек)                               | 1 октября 2021   | 21:14             | Лора Карпман                                       | Hollywood Records Marvel Music |
| Что, если… Наблюдатель нарушил бы свою клятву? (Оригинальный саундтрек)               | 8 октября 2021   | 30:09             | Лора Карпман                                       | Hollywood Records Marvel Music |
| Соколиный глаз: Часть 1 (Эпизоды 1-3) (Оригинальный саундтрек)                        | 10 декабря 2021  | 47:23             | Кристоф Бек и Майкл Параскевас                     | Hollywood Records Marvel Music |
| Соколиный глаз: Часть 2 (Эпизоды 4-6) (Оригинальный саундтрек)                        | 22 декабря 2021  | 53:37             | Кристоф Бек и Майкл Параскевас                     | Hollywood Records Marvel Music |
| Лунный рыцарь (Оригинальный саундтрек)                                                | 27 апреля 2022   | 1:25:22           | Хешам Назих                                        | Hollywood Records Marvel Music |
| Мисс Марвел: Часть 1 (Эпизоды 1—3) (Оригинальный саундтрек)                           | 22 июня 2022     | 49:29             | Лора Карпман                                       | Hollywood Records Marvel Music |
| Мисс Марвел: Часть 2 (Эпизоды 4—6) (Оригинальный саундтрек)                           | 13 июля 2022     | 1:28:29           | Лора Карпман                                       | Hollywood Records Marvel Music |

### Телевизионные спецвыпуски
| Название                                 | Дата релиза    | Продолжительность | Композитор(-ы) | Лейбл                          |
| ---------------------------------------- | -------------- | ----------------- | -------------- | ------------------------------ |
| Ночной оборотень                         | 7 октября 2022 | 41:25             | Майкл Джаккино | Hollywood Records Marvel Music |
| Стражи Галактики: Праздничный спецвыпуск | 23 ноября 2022 | 22:44             | Джон Мерфи     | Hollywood Records Marvel Music |